# Johann Christian Bach (Musiker, 1743)

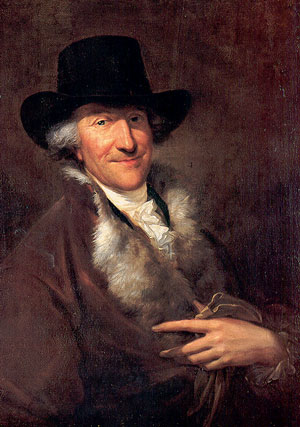
Friedrich Georg Weitsch: (?) Johann Christian Bach, undatiert, Öl auf Leinwand auf Holz, 79 × 65 cm, Kulturstiftung Sachsen-Anhalt, Kunstmuseum Moritzburg Halle (Saale), Inv.-Nr. MOI01575
(Das Bildnis galt lange Zeit als Porträt Wilhelm Friedemann Bachs)

Johann Christian Bach (* 23. Juli 1743 in Halle (Saale); † 20. Juni 1814 ebenda) war ein deutscher Pianist und Lehrer am Pädagogium in Halle. Er gehört zur weitverzweigten Bach-Familie; zur Unterscheidung vom jüngsten Sohn Johann Sebastian Bachs, Johann Christian Bach, erhielt er den Beinamen „Hallischer Clavier-Bach“.

## Leben
Johann Christian Bach war Sohn des Kantors an St. Ulrich in Halle Georg Michael Bach (1703–1771); sein Onkel war der Thüringer Hofkomponist Johann Ludwig Bach (1677–1731).
Johann Christian Bach war Schüler von Wilhelm Friedemann Bach, von dem er Johann Sebastian Bachs Klavierbüchlein für Wilhelm Friedemann Bach als Geschenk erhielt. Den „Hallischen Clavier-Bach“ zeigt vermutlich das Bildnis von Friedrich Georg Weitsch, das lange Zeit als Porträt von Wilhelm Friedemann angesehen wurde. Kurz vor seinem Tod vermachte er seine Musiksammlung dem Musikdirektor Johann Nicolaus Julius Kötschau (1788–1845).